# Adalbert Schäffer
Adalbert Schäffer, auch Béla Schäffer (* 1815 in Groß-Karol, Königreich Ungarn; † 1. März 1871 in Düsseldorf), war ein ungarischer Genre-, Porträt- und Stilllebenmaler.

## Leben

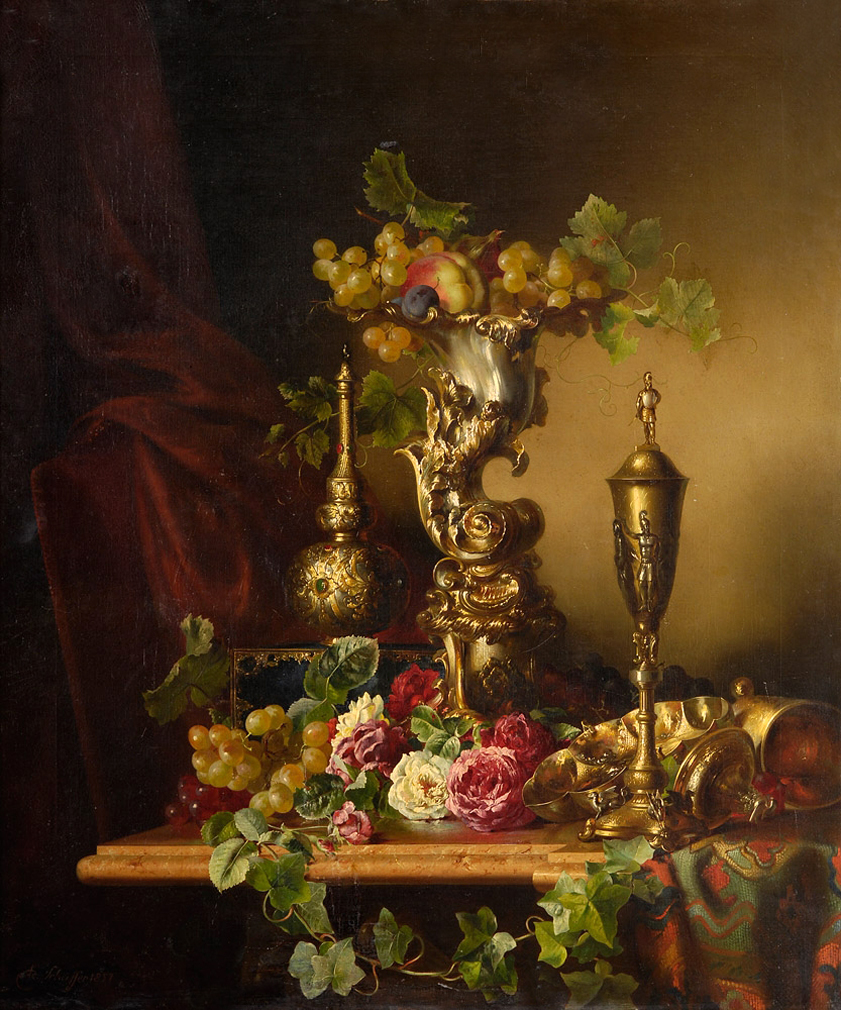
Prunkstillleben, 1857

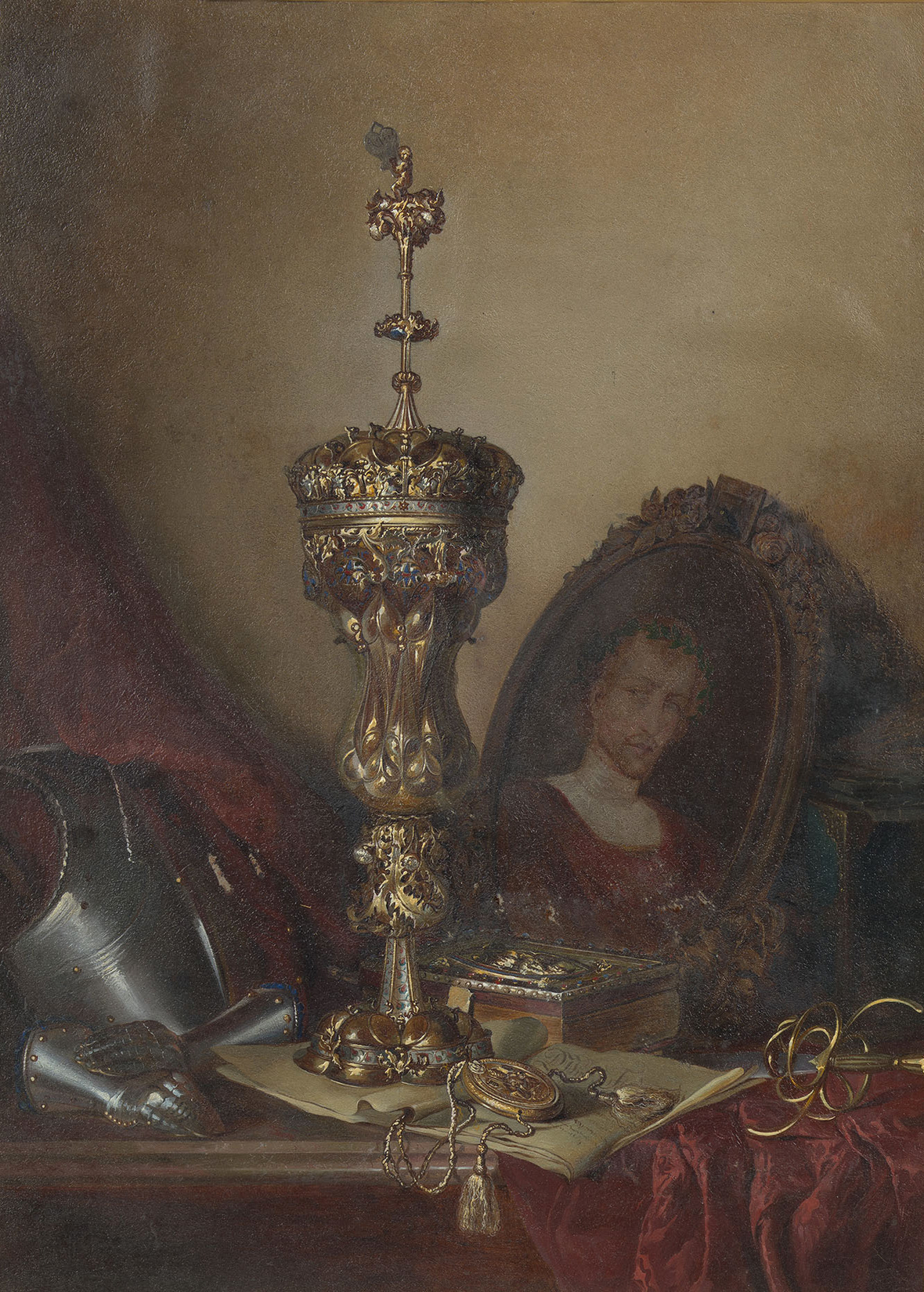
Der Pokal des Mathias Corvinus im Rathaus zu Wiener Neustadt, 1858, Royal Collection

Schäffers Bildungsgang ist nicht bekannt. Seinen künstlerischen Weg von einem Genre- und Porträtmaler zu einem arrivierten Stilllebenmaler beschritt er in Pest (Ungarn) und in Wien, wo er 1842 erstmals öffentlich in Erscheinung trat, indem er die Jahresausstellung in der k. k. Akademie der bildenden Künste zu St. Anna mit seinen Bildern zu beschicken begann, zuerst mit Studienköpfen und Bildnissen, 1847 mit einem Stillleben. Auch an den Ausstellungen des Österreichischen Kunstvereins nahm er rege teil. Da seine Stillleben – im Gegensatz zu seiner Genre- und Porträtmalerei – auf eine positive Resonanz stießen, blieb er diesem Fach treu und spezialisierte sich auf die Darstellung von Prunkgefäßen mit Blumen und Früchten. Außer Prunkstillleben schuf er Jagdstillleben. 1858 trat er auf der deutschen allgemeinen und historischen Kunstausstellung in München mit den Bildern Der Pokal des Mathias Corvinus im Rathhause zu Wiener-Neustadt und Der kleine Blumenfreund auf. In den 1860er Jahren unternahm er eine Reise nach Sankt Petersburg. Sein Lebensende verbrachte er in Düsseldorf, wo er 1871 Mitglied des Künstlervereins Malkasten wurde.